# マルコス・アンヘレリ
マルコス・アンヘレリ（Marcos Alberto Angeleri, 1983年4月7日 - ）は、アルゼンチン・ラプラタ出身の元サッカー選手。現役時代のポジションはディフェンダー（右サイドバック）。

## 経歴

### エストゥディアンテス
ブエノスアイレス州・ラプラタに生まれ、2002年にエストゥディアンテス・デ・ラ・プラタからトップチームデビューした。2006年にはアペルトゥーラ（前期リーグ）を制し、2008年にはディエゴ・マラドーナ監督によってアルゼンチン代表に初招集された。右ウイングバックとして出場することが多かったが、ディエゴ・シメオネ監督の下ではリベロとして出場することもあった。レオナルド・アストラーダ監督が2008年半ばに就任すると自由な攻撃参加の機会が増え、同年のコパ・スダメリカーナでは準優勝し、南米年間最優秀選手賞投票でトップ10にランクインした。2009年にはレギュラーとしてコパ・リベルタドーレスに出場し、負傷のために大会後半には出場できなかったがチームは優勝を果たした。

### サンダーランドAFC
2010年7月24日、プレミアリーグのサンダーランドAFCと3年契約を結んだ。移籍金は非公開だが150万ポンド程度だと推測されている。2010-11シーズンのリーグ戦登録メンバー25人に入り、12月26日のマンチェスター・ユナイテッドFC戦でボウデヴィン・ゼンデンとの途中交代でプレミアリーグデビューした。2011年1月8日、FAカップのノッツ・カウンティFC戦で初めて先発出場した。

## タイトル
エストゥディアンテス
- プリメーラ・ディビシオン : 2006-07A
- コパ・リベルタドーレス : 2009

サン・ロレンソ
- スーペルコパ・アルヘンティーナ : 2015

ナシオナル・モンテビデオ
- スーペルコパ・ウルグアージャ : 2019